# Fulgence Ouedraogo
Fulgence Ouedraogo (Ouagadougou, 21 luglio 1986) è un rugbista a 15 francese, dal 2004 terza linea ala del Montpellier.

## Biografia
Nativo di Ouagadougou, in Burkina Faso, crebbe in Francia fin dall'età di 3 anni presso una famiglia affidataria e studiò dai 6 anni presso la Scuola Rugby di Pic St. Loup, non distante da Montpellier; successivamente entrò, a 17 anni, nel club cittadino, con il quale esordì in campionato nel 2004 e del quale divenne capitano nel 2008.
Debuttante a livello internazionale giovanile con la selezione Under-21, con la quale disputò il campionato del mondo di categoria nel 2006, durante il Sei Nazioni 2008 esordì in nazionale maggiore; presente anche al torneo 2009, è stato convocato dal C.T. Marc Lièvremont per il tour della Nazionale in Australasia del giugno 2009.
Fu tra i convocati alla Coppa del Mondo di rugby 2011 in Nuova Zelanda, in cui la Francia è giunta fino alla finale.

## Palmarès
- Challenge Cup: 2
Montpellier: 2015-16, 2020-21
- Campionati francesi: 1
Montpellier: 2021-22